# Condado de Kanawha
El condado de Kanawha (en inglés: Kanawha County), fundado en 1789, es uno de los 55 condados del estado estadounidense de Virginia Occidental. En el año 2000 tenía una población de 191.663 habitantes con una densidad poblacional de 86 personas por km². La sede del condado es Charleston.

## Geografía
Según la Oficina del Censo, el condado tiene un área total de 2359 km² (910,8 mi²), de la cual 2339 km² (903,1 mi²) es tierra y 21 km² (8,1 mi²) (0.87%) es agua.

### Condados adyacentes
- Condado de Roane - norte
- Condado de Clay - noreste
- Condado de Nicholas - este
- Condado de Fayette - este
- Condado de Raleigh - sureste
- Condado de Boone - sur
- Condado de Lincoln - suroeste
- Condado de Putnam - oeste
- Condado de Jackson - noroeste

### Carreteras
| - Interestatal 64 - Interestatal 77 - Interestatal 79 - U.S. Route 60 - U.S. Route 119 - Ruta de Virginia Occidental 4 - Ruta de Virginia Occidental 25 - Ruta de Virginia Occidental 34 - Ruta de Virginia Occidental 61 | - Ruta de Virginia Occidental 62 - Ruta de Virginia Occidental 94 - Ruta de Virginia Occidental 114 - Ruta de Virginia Occidental 214 - Ruta de Virginia Occidental 501 - Ruta de Virginia Occidental 601 - Ruta de Virginia Occidental 622 - Ruta de Virginia Occidental 817 |

## Demografía
En el 2000 la renta per cápita promedia del condado era de $33,766, y el ingreso promedio para una familia era de $42,568. En 2000 los hombres tenían un ingreso per cápita de $33,842 versus $24,188 para las mujeres. El ingreso per cápita para el condado era de $20,354. Alrededor del 14.40% de la población estaba bajo el umbral de pobreza nacional.

## Comunidades

### Ciudades
- Charleston
- Dunbar
- Marmet
- Montgomery (parte)
- Nitro (parte)
- Smithers (parte)
- South Charleston
- St. Albans

### Pueblos
- Belle
- Cedar Grove
- Chesapeake
- Clendenin
- East Bank
- Glasgow
- Handley
- Pratt

### Comunidades no incorporadas
| - Aarons - Acme - Acup - Airport Village - Alum Creek (parte) - Amandaville - Amelia - Annfred - Barren Creek - Big Chimney - Blackhawk - Blakeley - Blount - Blue Creek - Blundon - Bream - Brounland - Burnwell - Cabin Creek - Carbon - Chelyan - Cinco - Coal Fork - Coalburg - Coalridge - Coco - Corton - Crede - Cross Lanes - Crown Hill - Davis Creek - Dawes | - Decota - Dial - Diamond - Dickinson - Donwood - Dry Branch - Dungriff - Dupont City - Durham Heights - East Nitro - East Side - Edgewood - Elk - Elk Forest - Elk Hills - Elkview - Emmons (parte) - Eskdale - Etowah - Falling Rock - Ferrell - Fivemile - Forest Hills - Forks of Coal - Fort Hill - Frame - Gallagher - Giles - Green Valley - Greencastle - Grippe - Guthrie | - Hansford - Hernshaw - Hicumbottom - Highlawn - Hillsdale - Hitop - Holly - Hollygrove - Hollyhurst - Hugheston - Institute - Island Branch - Ivydale - Jarrett - Jarretts Ford - Jefferson - Joplin - Kanawha City - Kanawha Estates - Kayford - Kelly Hill - Kendalia - Laing - Leewood - Loudendale - Louden Heights - Mammoth - Meadowbrook - Mink Shoals - Pinch - Pocatalico - Pond Gap - Quick - Quincy | - Rand - Rocky Fork - Rock Lake Village - Rutledge - Sanderson - Sissonville - Tornado - Tyler Heights - Tyler Mountain - Youngs Bottom |